# Paretroplus damii
Paretroplus damii is een straalvinnige vissensoort uit de familie van de cichliden (Cichlidae). De wetenschappelijke naam van de soort is voor het eerst geldig gepubliceerd in 1868 door Bleeker en is vernoemd naar Douwe Casparus van Dam.